# Pribeljci
Pribeljci (szerbül: Прибељци) szerb falu Bosznia-Hercegovinában, Bosanska krajina területén, a Szerb Köztársaságban, Šipovo községben. 

## Fekvése
Bosznia-Hercegovina közép-nyugati részén, Banja Lukától légvonalban 71, közúton 105 km-re délre, községközpontjától légvonalban 19 km-re, közúton 25 km-re délkeletre, a Vaganac-patak völgye és a Stolovac-hegység közötti dombos-hegyes területen található. 

## Népessége
| Nemzetiségi csoport | Népesség 1991 | Népesség 2013 |
| ------------------- | ------------- | ------------- |
| Szerb               | 615           | 208           |
| Bosnyák             | 0             | 1             |
| Horvát              | 0             | 0             |
| Jugoszláv           | 1             | 0             |
| Egyéb               | 1             | 0             |
| Összesen            | 617           | 209           |

## Története
A régészeti leletek tanúsága szerint területe már ősidők óta lakott. A Vaganac-patak jobb partján emelkedő meredek sziklán ókori erődítmény maradványai találhatók, melynek korát a szakemberek a bronzkorra és a vaskorra teszik.
A település 1878-ig tartozott az Oszmán Birodalomhoz, majd az Osztrák-Magyar Monarchia része lett. 1879-ben az első osztrák-magyar népszámlálás során Vaganj község részeként a faluban 59 házat és 534 ortodox lakost számláltak. 1910-ben a településen 90 házat és 873 ortodox szerb lakost számláltak.A monarchia szétesésével 1918-ben előbb a Szerb-Horvát-Szlovén Királyság, majd 1929-től a Jugoszláv Királyság része. Jugoszlávia megszállása után a falu a Független Horvát Állam (NDH) része lett. 1945-től a település a szocialista Jugoszlávia része volt.
A településen az 1991-es népszámlálás adatai szerint 617-en éltek. A Bosznia-Hercegovinában zajló polgárháború idején a Visoko Krajina többi településéhez hasonlóan a Boszniai Szerb Köztársaság része volt. A területén 1995 szeptemberéig nem volt háborús hadművelet, ekkor azonban a település területét a Horvát Köztársaság fegyveres ereje megszállta. A horvát csapatok elől a lakosság elmenekült. A daytoni békeszerződés aláírása után a település a Szerb Köztársasághoz, azon belül Šipovo községhez került.

## Oktatás
- Pribeljci Általános Iskola

## Nevezetességei
- Gradina – ókori (valószínűleg illír) erődítmény maradványai a Vaganac-patak jobb partja felett.[4]

- Szent Vaszilij Ostroski tiszteletére szentelt ortodox temploma